# Alexander Anderson (personaje de Hellsing)
Alexander Anderson (アレクサンド·アンデルセン Arekusando Anderusen?) es un personaje del manga, anime, y OVA Hellsing, creado por Kōta Hirano. En el anime, su voz japonesa es interpretada por Nachi Nozawa. Para el OVA, su voz japonesa cambió a la de Norio Wakamoto.
Anderson es un sacerdote guerrero o paladín que trabaja para la Organización Iscariote. En las adaptaciones en inglés el manga y anime, se le dio un acento escocés, aunque canónicamente, su nacionalidad es "desconocida" y vive en Italia. Como muchos de los personajes de Hirano, Anderson fue reciclado de uno de los viejos trabajos hentai del mangaka, llamado Angel Dust, donde está involucrado en unas cuantas secuencias de acción y es representado con pelo negro.

## Apariencia
En términos de características faciales, en el Anime y en los OVAs, Alexander Anderson tiene cabello rubio y corto, ojos verdes, mandíbula cuadrada y pesada, y una constante barba corta, en el anime también tenía colmillos tan largos como los de un vampiro. Posee una cicatriz en su mejilla izquierda. Usa lentes redondos, una sotana grande, pantalones caqui, zapatos negros, camisa blanca, guantes blancos, y una cruz de oro en el cuello. En el reverso de sus guantes hay inscripciones entre las cruces de los mismos:
- En el derecho, "Jesucristo está en el Cielo" ("Jesus Christ is in Heaven").
- En el izquierdo, "Habla con los Muertos" ("Speak with Dead").

En el manga, estas inscripciones cambian más tarde a "Iscariote Sección XIII".
En la portada del volumen 8 y en otras ilustraciones de manga, posee cabello gris, ojos celestes y piel oscura. Aparenta ser un hombre mayor.

## Personalidad
Anderson es a simple vista un cura calmado y sosegado, trabaja en un orfanato y actúa muy cariñosamente hacia los niños bajo su cuidado. Durante las batallas, sin embargo, se revela su lado más oscuro.
Anderson tiene una obsesión por lo que parece ser su "cruzada", y cita compulsivamente pasajes de la Biblia mientras habla. Está extremadamente determinado a cumplir esta meta, generalmente por cualquier medio necesario.
En batalla, es implacable y casi imparable debido a sus habilidades. Él no diferencia entre soldados de Hellsing y otros monstruos. Esto es, parcialmente, el resultado de la ideología de Iscariote ("Los únicos que se merecen tal violencia son los demonios y los paganos." –Alexander Anderson).

## Creencias
Anderson es católico y, aparentemente, fundamentalista. Sus palabras y su constante citación de la Biblia indican una clara y fanática obediencia hacia "la palabra de Dios", otro indicatorio de sus creencias fundamentalistas (aunque debe decirse que una de las maneras de liquidar un vampiro es recitando escrituras, según el manga). Su comportamiento, en el primer volumen, fue representado como un intenso sacerdote católico que fue tan lejos como para llamar a Integra Hellsing "Babilonia" (como referencia a la prostituta de Babilonia).
En el episodio 3 del anime (Sword Dancer), sus acciones son vagamente relavistas. Ignora su misión real y, en cambio, se concentra en los requerimientos básicos de su cruzada, atacando a Seras Victoria, a Alucard, y matando al Capitán Galice, a pesar de que este último era humano y estaba tratando de eliminar al mismo objetivo de él. Mientras que sus órdenes de Iscariote especificaban la eliminación de un único vampiro, él entra en combate con Alucard, también.
En el manga, sin embargo, su personaje es más complejo, y demuestra un mayor sentido de moralidad tanto en su tratamiento de los cargos de su orfanato como en su eventual asistencia a Integra y traición a Enrico Maxwell, cuándo éste se embriagó de poder y comenzó a matar humanos inocentes. Muy diferente a la versión del anime, en el que es representado como poco más que un asesino psicótico. Su complejidad en el manga se demuestra más adelante en su respeto a la convicción de Integra y el valor de Victoria. Específicamente, accede a escoltar a Integra al cuartel general de Hellsing. También parece tener una forma de respeto por Alucard, en determinadas ocasiones, como cuando dice "La peste negra. La peste negra se aventura a casa por fin." Riéndose mientras Alucard sube por Támesis al final del volumen 7.

## Habilidades
- Combate: Anderson usa bayonetas benditas. El grado de bendición parece variar: en el volumen 1, irritan a los vampiros, pero en el volumen 6, son tan poderosas que los vampiros literalmente se deshacen al contacto. Aunque una posible explicación podría ser que Alucard, y por extensión, Victoria, son verdaderos vampiros, mientras que los otros son los vampiros artificiales de Millennium. Sin embargo, al final del volumen 1, Anderson dice que no puede derrotar a Alucard con el equipo que tenía, esto sugiere que tiene acceso a armas para lidiar con vampiros más poderosos. En el anime Alucard admite que las bayonetas de Anderson podrían terminar siendo un problema, si se le quedaran clavadas suficiente tiempo. En el volumen 8, Anderson arroja una cadena de bayonetas que parecen explotar y destruyen cantidades de los familiares de Alucard. Esto parece indicar que las habilidades de Anderson dependen mayormente de lo que Iscariote le da. Tiene, aparentemente, un número ilimitado de estas cuchillas a su disposición. Hirano, bromeando, le atribuye esto al hecho de que Anderson sea cuatridimensional. Se considera que tiene su propio Hammerspace. Hay una teoría que dice que las bayonetas ilimitadas de Anderson tienen algo que ver con su cabello (ver Leyes del anime). En el OVA, se ve que saca las bayonetas de sus mangas, pero eso no explica la cantidad.
- Súper fuerza: Anderson posee fuerza y velocidad extraordinarias, muy por encima del promedio humano. En el anime, es capaz de cortar un vagón de subterráneo usando solo sus bayonetas, y en el manga ha logrado empatar a Alucard. Específicamente, logró intercambiar puñetazos con él y los dos terminaron amorotonados.
- Consagración: Anderson es capaz de usar sus bayonetas para fijar páginas de escritura a las paredes de un edificio. En el manga, esta habilidad es llamada una "barrera"; las páginas se fijan usando clavos, y funcionan a modo de protección contra demonios. Victoria, por ejemplo, no puede escapar a través de una ventana o puerta bloqueada por esta barrera. En el anime, estas páginas purifican el cuarto y evitan el uso de magia negra. También puede usar páginas de la Biblia para teletransportarse, aunque todavía no se ha determinado cuán lejos puede viajar de esta manera.
- Regeneración: Anderson es un "regenerador", lo que significa que es capaz de restaurar partes corporales que se hayan perdido y de auto curarse. Esto ha levantado algo de confusión acerca de por qué tiene una cicatriz en el rostro. La explicación más probable es que la haya recibido antes que su habilidad regenerativa. Anderson afirma que esta habilidad es el "don divino de Dios", pero luego que se debe a la "tecnología del hombre". En el manga, él lo llama una "técnica", mientras que Integra lo llama "regeneración biotecnológica" (posiblemente nanotecnología). En ciertas adaptaciones, ella dice que sus poderes regenerativos sobrepasan la biotecnología, siendo divinos.

- El Clavo: En el manga, Anderson recibe el "Clavo de Helena" de la división de recuperación de reliquias de Iscariote. El Clavo es uno de los clavos de la Cruz Verdadera descubierta por la madre de Constantino, Helena. Al clavárselo en el corazón, Anderson se convirtió, en palabras de Alucard, en un "monstruo de Dios". Anderson demostró algunos peculiares poderes relacionados con plantas, y se ha mostrado como completamente igual, si no superior, a Alucard en términos de fuerza y velocidad. Aparte, sus bayonetas fueron lo suficientemente poderosas como hasta para afectar la inmortalidad de Alucard. Fue capaz de regenerarse usando parras espinosas, al tiempo que parras similares crecían del Clavo. Alucard notó una relación entre estas espinas y la Corona de espinas de Jesucristo. Además, estas parras podían envolverse alrededor de sus enemigos y causar daño, similarmente a la propagación de fuego. El rostro de Anderson y probablemente todo su cuerpo se transformaron en una pasa de parras espinozas.

## El Fin
Luego del contraataque de Alucard a Millennium y el ejército católico, Anderson decide que ya es hora de que termine con Alucard. Sin embargo, cuando éste arremete, Alucard le presenta la Jackal, que Anderson nunca había visto antes. Usando la Jackal, Alucard vuela una porción del brazo izquierdo de Anderson, sin llegar a cortarlo, herida que, por alguna razón, no se regenera. Entonces Alucard lo insulta y Anderson ataca a sus familiares para poder continuar la pelea.
Atrapado en el tumulto de muertos vivos, Anderson es rescatado por los remanentes de la Sección XIII, quienes usan tácticas de ataque suicida para diezmar los familiares de Alucard. Anderson entonces queda frente a Alucard y revela su nueva arma, el Clavo de Helena, que usa para apuñalarse en el corazón, y transformarse. Los dos entran en combate y Anderson estuvo a punto de vencer, dividiendo a Alucard con un corte longitudinal de su bayoneta. Victoria interviene en este momento [en el tomo ocho en español de norma no aparece más a partir de aquí], lo suficiente para que Alucard recobre el conocimiento y se regenere de sus heridas. Alucard entonces contraataca, hundiendo la mano en el pecho de Anderson y sacando su corazón, todavía latiendo y con el clavo fusionado, y partiendo el cuerpo de Anderson en dos, para luego aplastar con sus manos el corazón.
Mientras Anderson muere, él y Alucard intercambian palabras, mientras lo que queda de él se deshace y se "marchita". Con un último "Amén." de Anderson, Walter, ahora como vampiro, desciende del cielo y aplasta lo que queda de la cabeza de Anderson con su pie como si fuera un cigarrillo. Walter entonces lo insulta, diciendo "No tiene sentido llorar por basura."
- Datos: Q3482136